# Santa Elena (provincie)
Santa Elena is een provincie van Ecuador sinds 2007. De hoofdstad van de provincie is Santa Elena. 
De provincie heeft een oppervlakte van 3.763 km². Naar schatting zijn er 384.102 inwoners in 2018.

## Kantons
De provincie is bestuurlijk onderverdeeld in drie kantons. Achter elk kanton wordt de hoofdplaats genoemd.
| Nr. | Kanton      | Inwoners | Oppervlakte | Hoofdplaats | Inwoners |
| --- | ----------- | -------- | ----------- | ----------- | -------- |
| 1   | La Libertad | 112.154  | 26 km²      | La Libertad | 112.154  |
| 2   | Salinas     | 86.801   | 97 km²      | Salinas     | 35.066   |
| 3   | Santa Elena | 186.687  | 3.880 km²   | Santa Elena | 54.565   |

| Detailkaart |
| ----------- |
|             |
| Kantons     |